# Heteromydas chrysites
Heteromydas chrysites är en tvåvingeart som först beskrevs av Osten Sacken 1886.  Heteromydas chrysites ingår i släktet Heteromydas och familjen Mydidae.
Artens utbredningsområde är Arizona. Inga underarter finns listade i Catalogue of Life.